# 弥富金魚

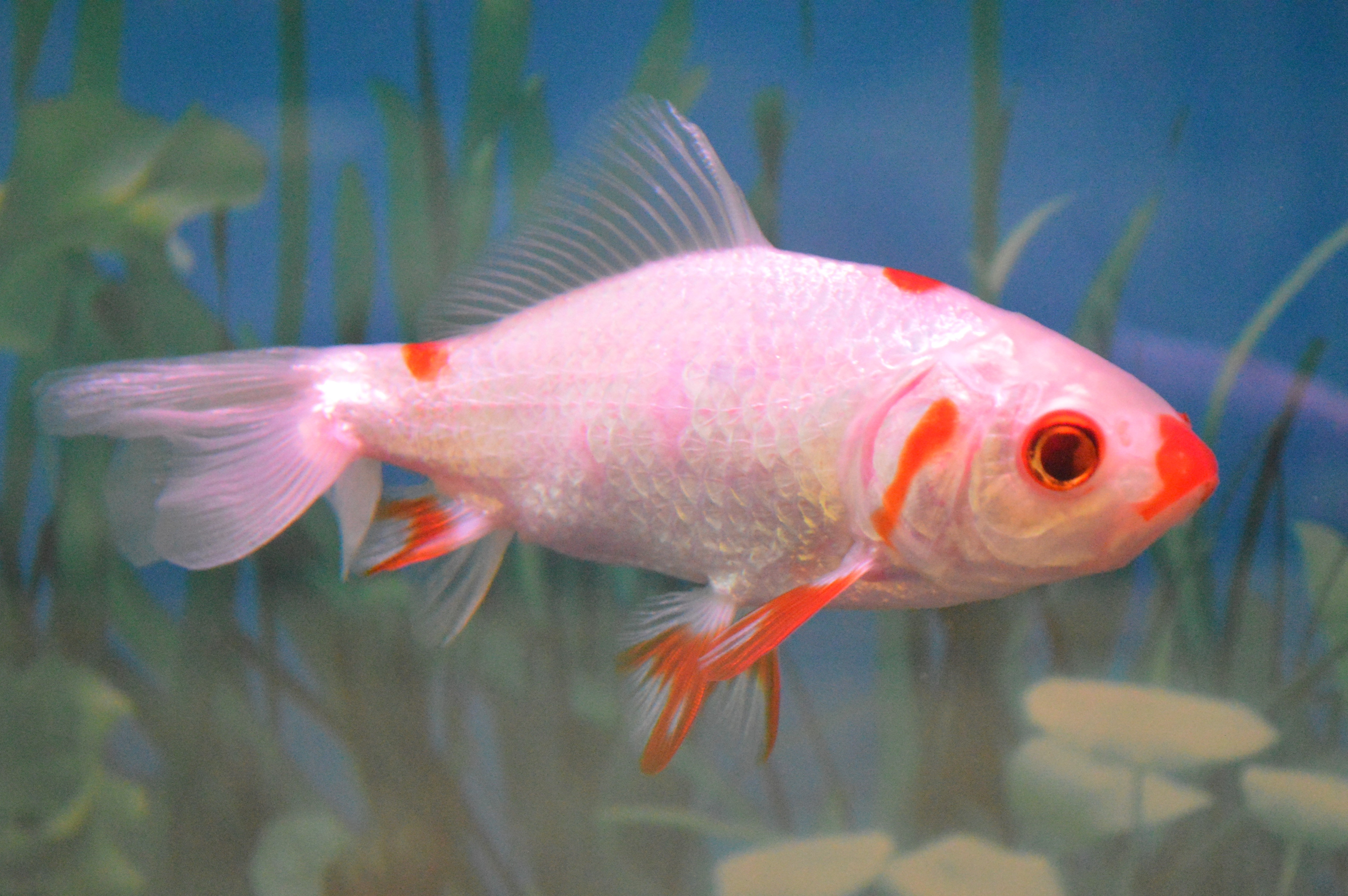
最も生産量が多いワキン

愛知県における弥富市の所在地

弥富金魚（やとみきんぎょ）は、愛知県弥富市周辺で養殖されている金魚。日本を代表する金魚のブランドとされる。
弥富市に加えて、津島市、愛西市の旧佐織町域、海部郡飛島村で生産された金魚が「弥富金魚」とされる。日本にいる金魚の全品種である26種類がすべて揃う産地である。約100ヘクタールの養殖池があり、約5,000万匹を生産している。金魚の尾数では奈良県の大和郡山市の金魚を下回るが、品種数、養殖池面積、売上高では弥富が日本一の金魚産地である。弥富市役所図書館棟1階にある弥富市歴史民俗資料館では約20種類の金魚が水槽で展示されている。

## 歴史

### 近世
江戸時代の文久年間（1861年-1864年）、熱田を目指していた大和国郡山（現・奈良県大和郡山市）の金魚商人が、東海道の前ヶ須（現・弥富市）に宿泊した際、土地を借用して溜池を造成し、金魚の水替えや休養に用いた。その際、この地で寺子屋を開いていた権十郎が金魚を気に入り、金魚商人から購入して飼育を始めたのが弥富金魚の始まりとされている。

### 近代
やがて産卵や孵化の方法も郡山の商人に伝授され、1868年（明治元年）に佐藤宗十郎が採卵や孵化に成功すると、1884年（明治17年）頃からこの地で金魚養殖がおこなわれるようになった。1897年（明治30年）頃には300ヘクタールの水田が金魚田に転換されており、金魚による収益は水稲による収益をはるかに超えた。大正末年頃には56町歩もの金魚田があった。1895年（明治28年）に開通した関西鉄道（現・JR関西本線）、1933年（昭和8年）に開通した国道1号などは弥富金魚の流通に大きく貢献した。
当初は郡山からもたらされたワキン・和蘭・その他の雑種のみだったが、やがて東京から丸長・デメキン・リュウキン・シュブンキン・シュウキンなどが導入され、西日本・東日本の双方向に出荷するようになった。昭和前期には郡山や東京が高級金魚の生産地であり、弥富はリュウキンとワキンを大量生産する産地だった。この頃には北アメリカに対して輸出を行っており、1931年（昭和6年）には20万尾を輸出した。日本における金魚の輸出は弥富が先駆者とされる。

### 現代

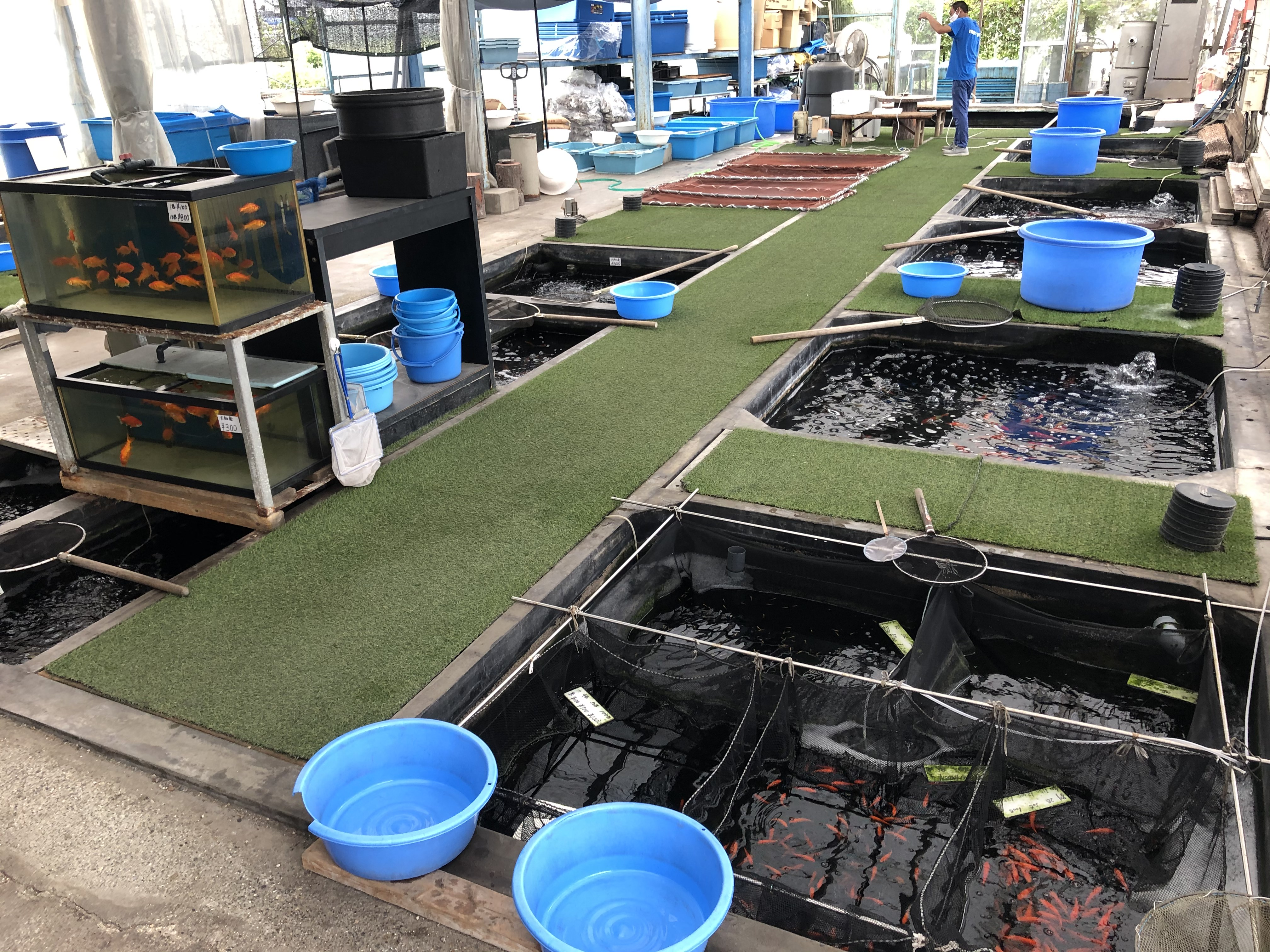
弥富市の金魚店

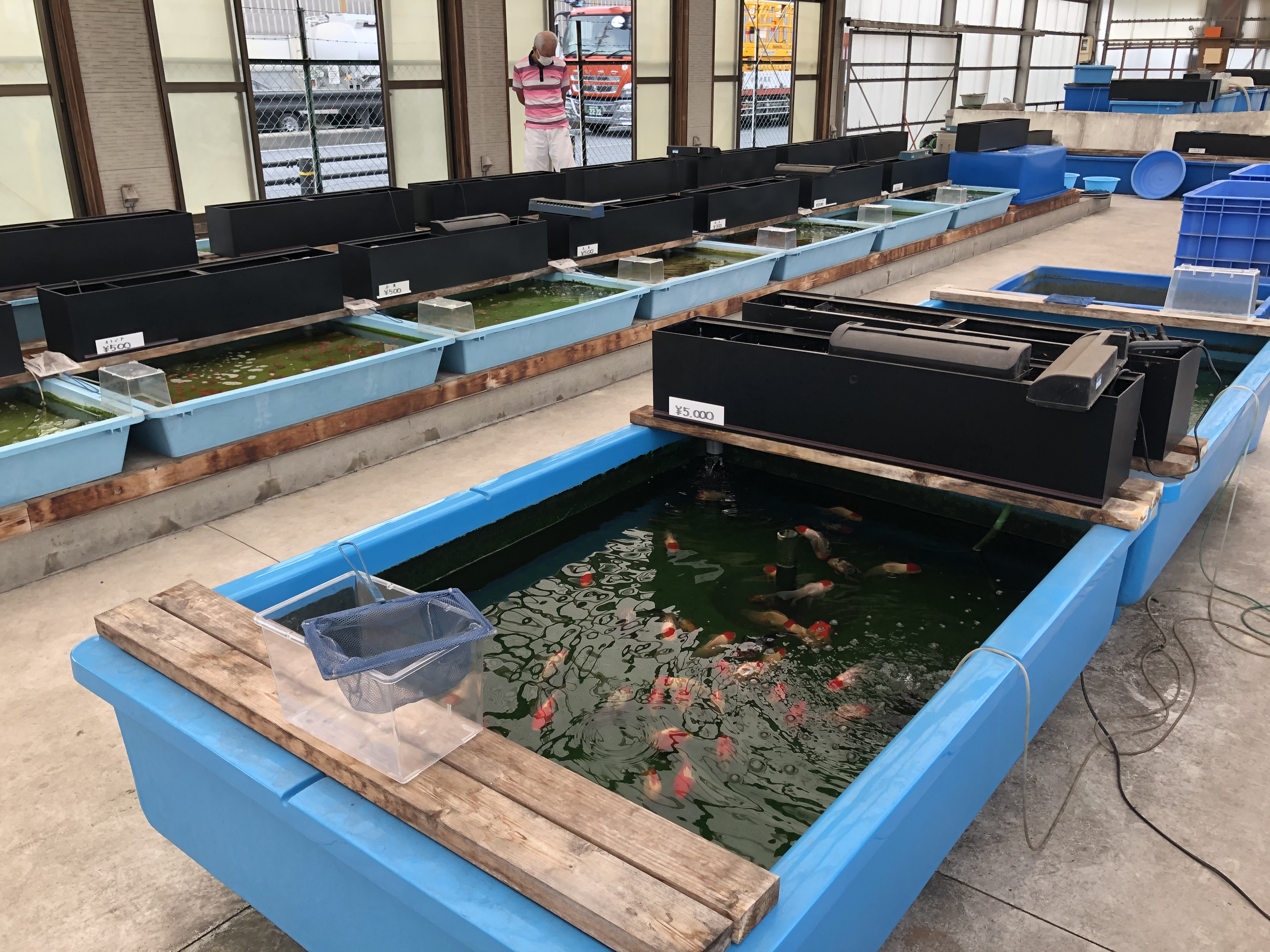
飛島村の金魚店

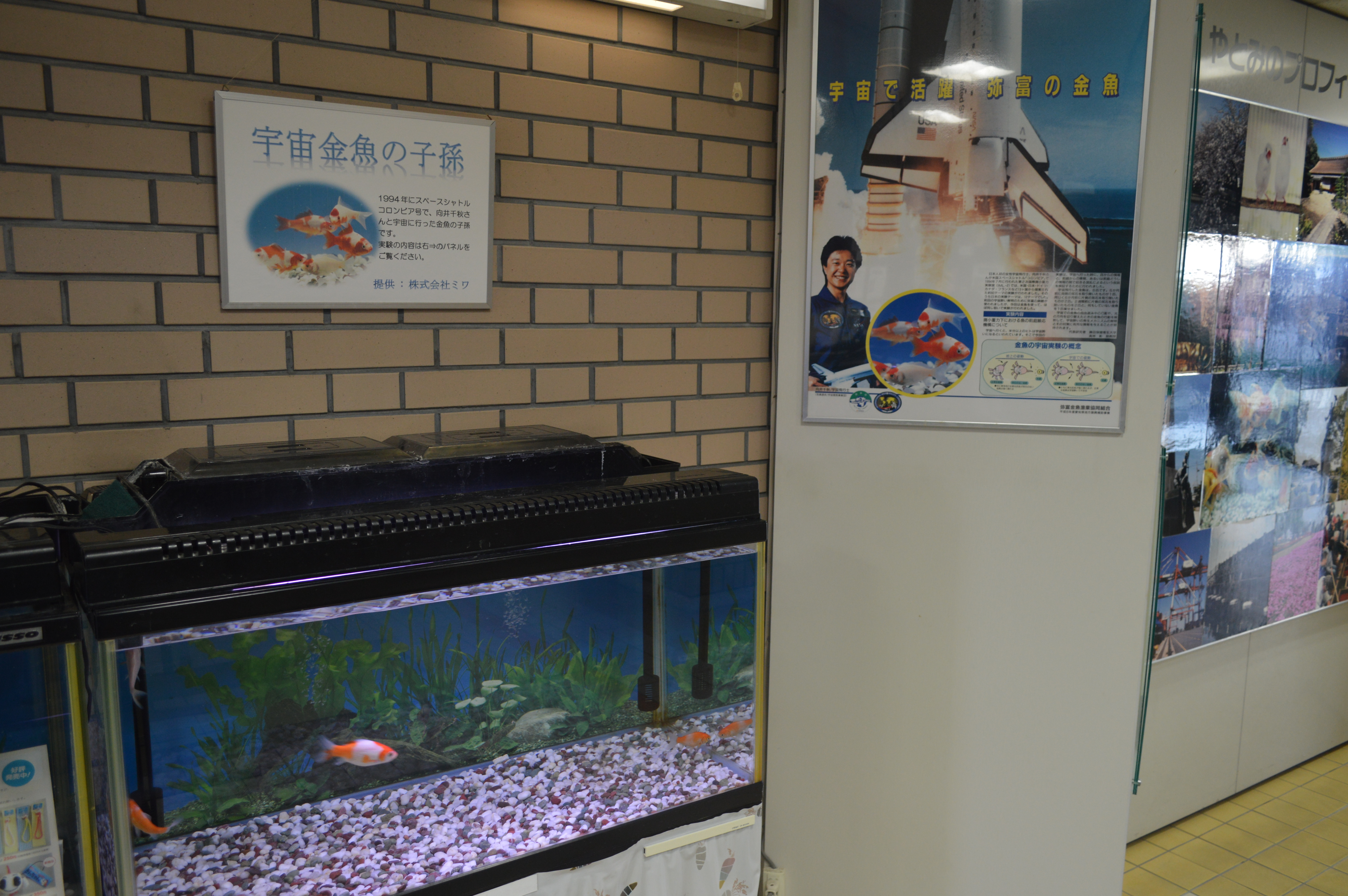
宇宙金魚の子孫

太平洋戦争中には一時的に金魚養殖が姿を消したが、戦後には復興の兆しを見せた。1959年（昭和34年）の伊勢湾台風では養殖業者が深刻な打撃を受け、関東や関西の業者からの支援を受けて再び復興した。伊勢湾台風時には弥富町の養殖場からすべての金魚が流出し、10km以上離れた津島市や佐織町の水路や水田でも多数発見されたという。昭和40年代には水稲の減反政策が行われたことで、多くの稲作農家が金魚の養殖業に転業し、1976年（昭和51年）から1977年（昭和52年）には金魚の生産量がピークを迎えた。1975年（昭和50年）の金魚養殖場面積は207.5ヘクタールに達している。昭和50年代には高級志向が強まり、ランチュウなどの高級品種が飼育されるようになった。
1978年（昭和53年）の愛知県水産試験場弥富指導場の調査によると、金魚養殖の専業農家は11%であり、農業との兼業農家が65%だった。100%が個人経営であるが、51アールから100アールの経営体が37%ともっとも多く、全国的にみると経営規模は大きい方だった。地区別では96アールの芝井地区がもっとも多く、前新田などが芝井地区に次いでいた。
1994年（平成6年）頃の弥富金魚漁業協同組合の組合員は約130人、販売市場は3か所、年間の出荷量は7,000万匹だった。1994年（平成6年）7月には、日本人宇宙飛行士の向井千秋がスペースシャトルコロンビア号で弥富金魚を用いた宇宙酔いの実験を行った。この際に用いられた金魚は「宇宙金魚」と呼ばれている。1996年（平成8年）には江戸錦とランチュウの交配種が「桜錦」として新品種登録されたが、これは日本で18年ぶりの新品種認定だった。
2005年（平成17年）に愛知県で開催された愛知万博（愛・地球博）では、「宇宙金魚」の子孫が配布された。2006年（平成18年）には弥富町と十四山村が合併し、市制施行して弥富市が誕生した。旧来から養殖池が多くある地域が市街化調整区域となったことで、養殖池の埋め立てと宅地化が進んでいる。2007年（平成19年）には弥富金魚のイメージソング『近所の金魚は弥富のきんちゃん』が完成した。
2010年（平成22年）の金魚養殖場面積は56.6ヘクタールであり、ピーク時の4分の1程度に減少している。地区ごとの面積割合は、北部地区が7.6ヘクタールで13.4%、平島地区が6.9ヘクタールで12.2%、芝居地区が20.3ヘクタールで35.9%、末広地区が11.1ヘクタールで19.6%、十四山地区が10.7ヘクタールで18.9%だった。
2017年（平成29年）には野鳥による食害が原因とみられる金魚の大量消失の被害が相次いで発生した。1968年（昭和43年）頃には弥富金魚全体で約300軒の生産業者がいたが、2018年（平成30年）時点では約80軒となっている。

## 特徴

### 品種
1932年（昭和7年）時点の品種別販売数は、リュウキンが70%、ワキンが15%などだった。
1978年（昭和53年）時点の品種別飼育面積割合は、リュウキンが25.7%、ワキンが21.6%、デメキンが13.1%などだった。
1994年（平成6年）頃に生産されていた種類は、リュウキン、デメキン、ワキン、オランダシシガシラ、アズマニシキ、タンチョウ、スイホウガン、キャリコ、トサキン、コメット、シュブンキン、チョウテンガン、セイブンギョ、ランチュウ、ロクリンだった。リュウキンが26%、ワキンが22%、デメキンが13%であり、この3種類で約60%を占めていた。その他にはシュブンキン、キャリコ、ランチュウなどの高級金魚が多い。
2000年（平成12年）時点の生産量は、ワキンが1910万4000匹、リュウキンが422万9000匹、デメキンが259万4000匹などであり、計3411万8000匹だった。2009年（平成21年）時点の生産量は、ワキンが800万匹、リュウキンが130万匹、デメキンが90万匹などであり、計1469万匹だった。2000年の弥富の生産量は大和郡山の販売量の49%だったが、2000年代に弥富が急激に生産量を減らしたことで、2009年の弥富の生産量は大和郡山の販売量の22%となった。

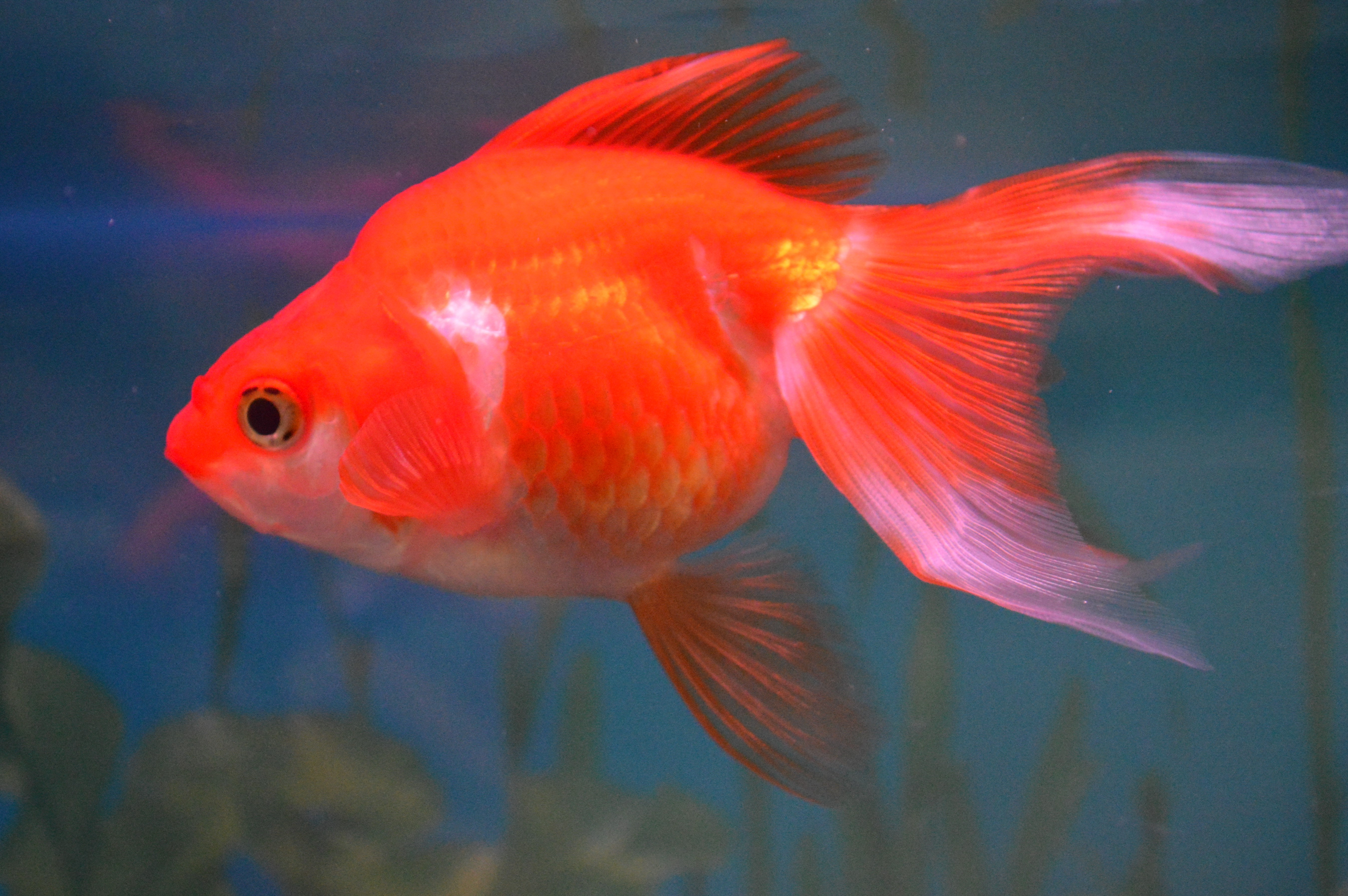
生産量第2位のリュウキン
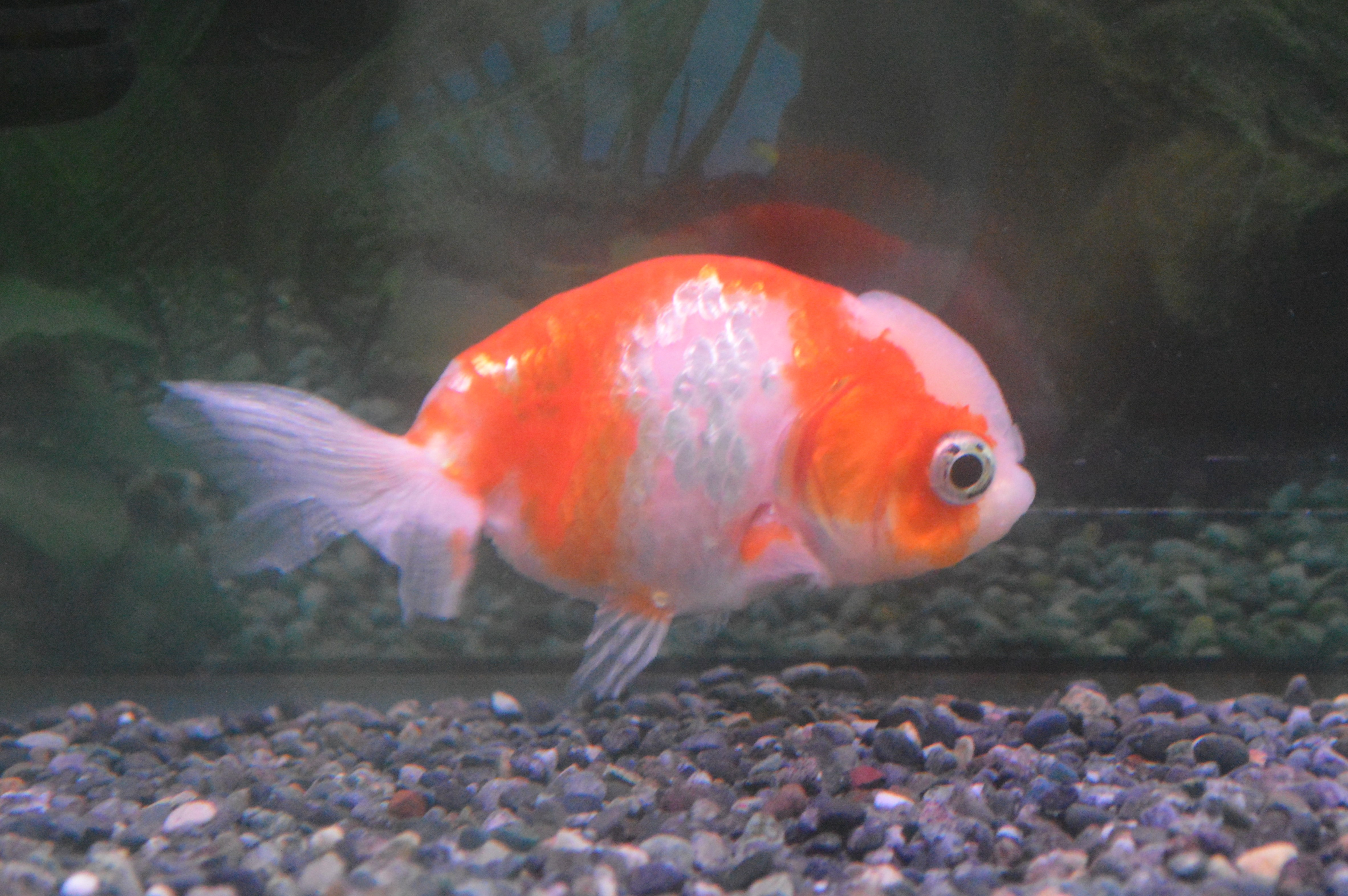
弥富で作出されたサクラニシキ
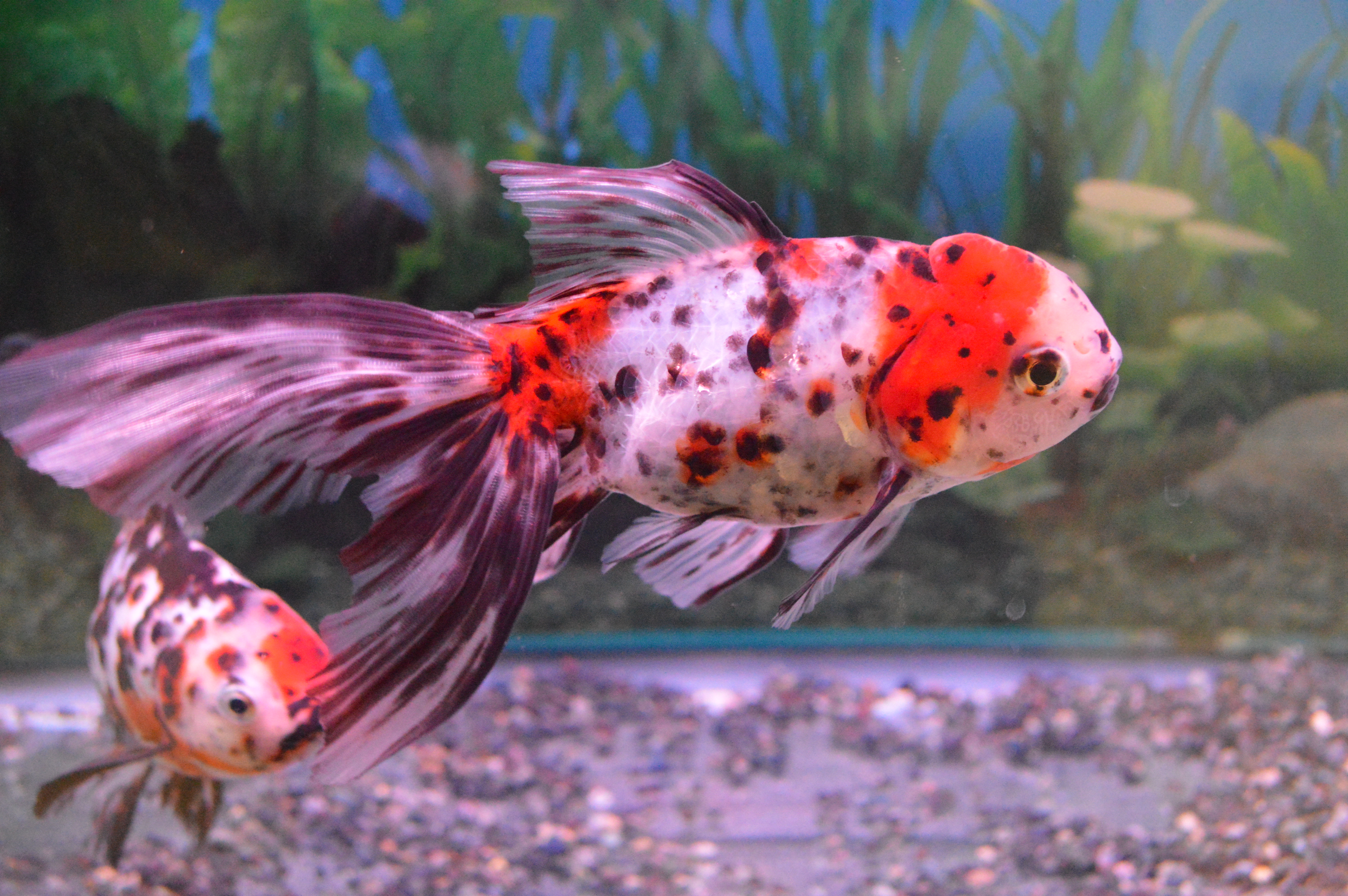
アズマニシキ
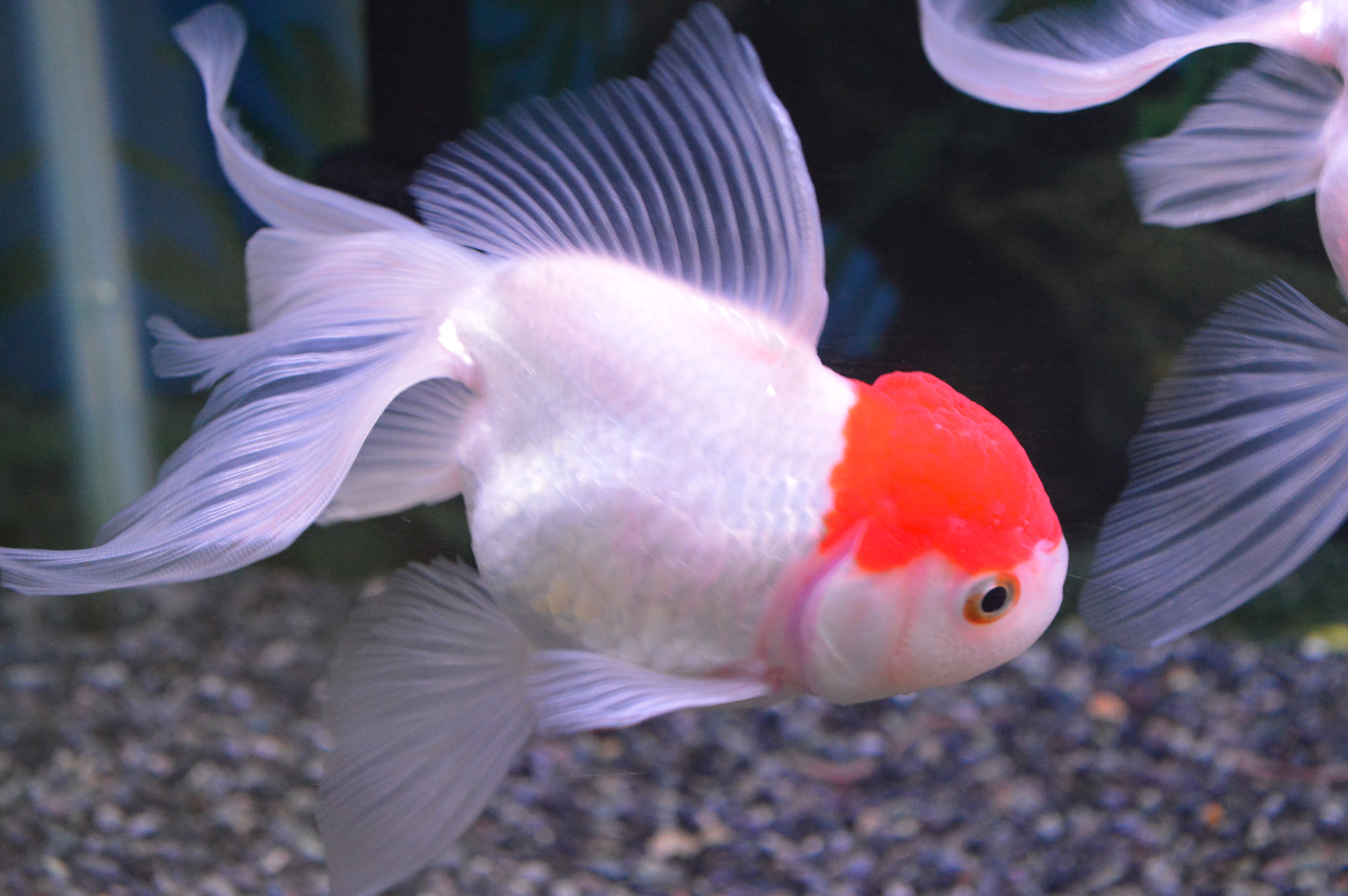
タンチョウ
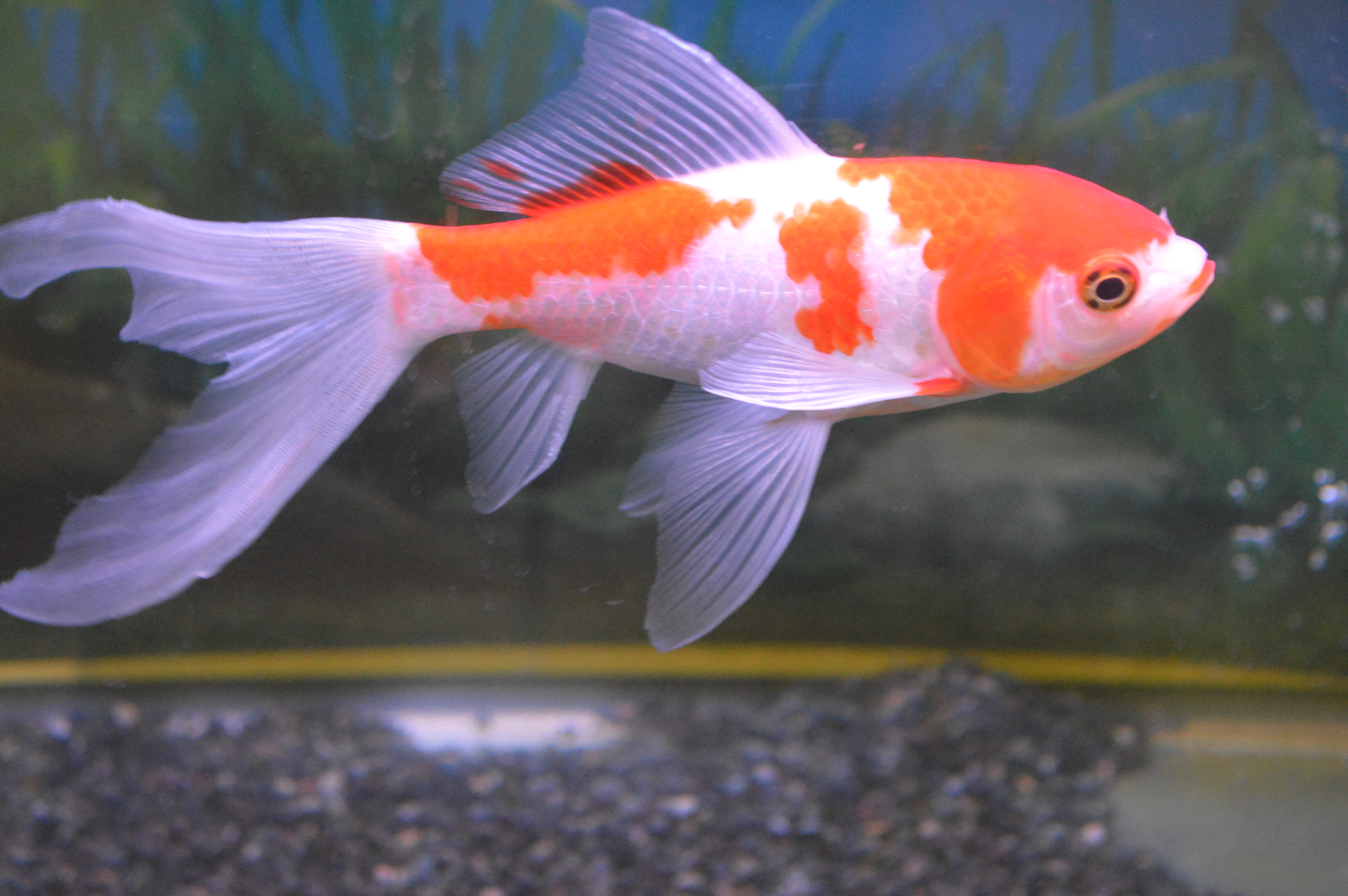
コメット
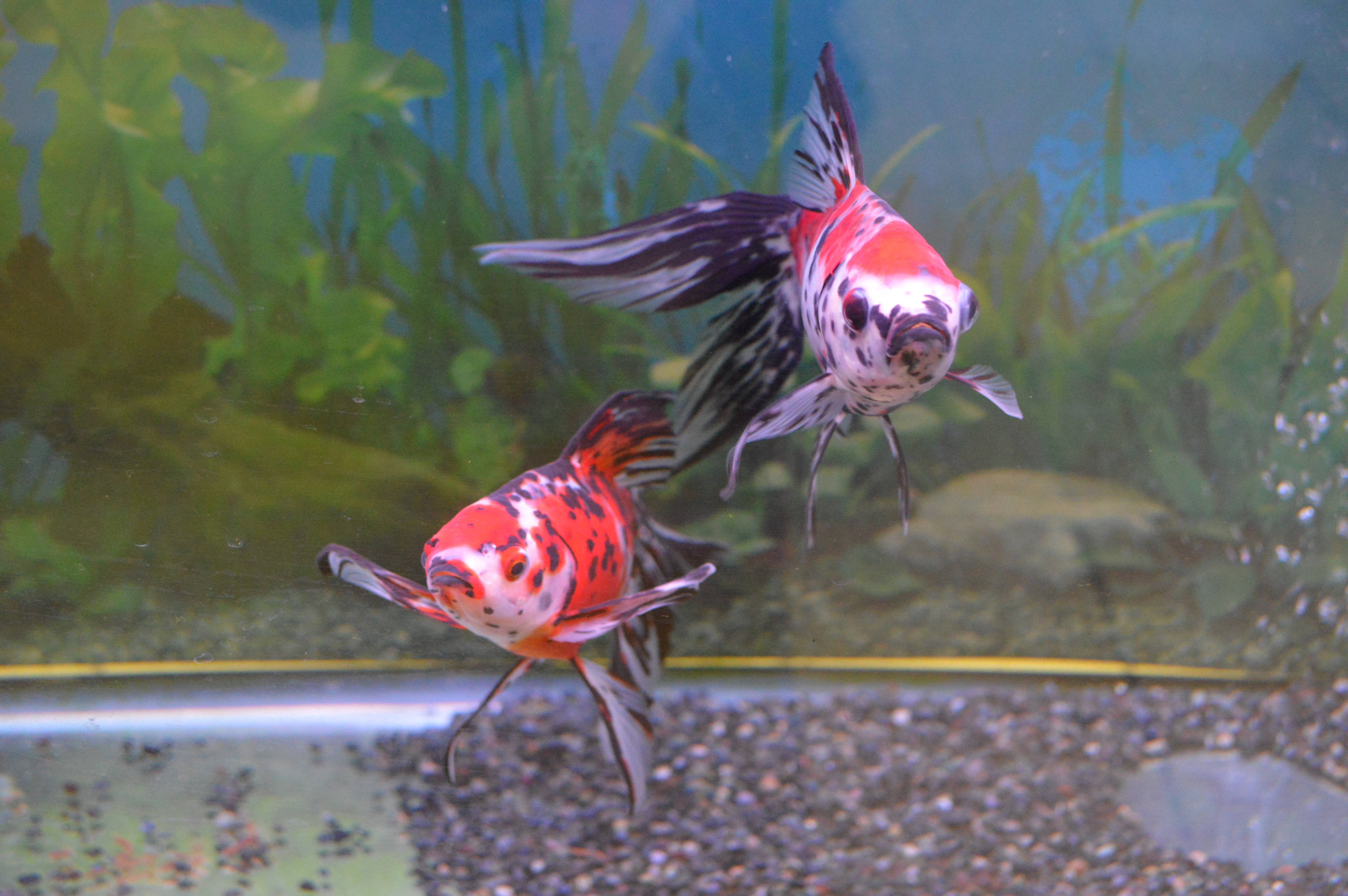
シュブンキン

### 自然条件
弥富地域が金魚生産が盛んとなったのには、以下の自然条件があったことが挙げられる。
1. 低湿地で水に恵まれ、海に近いためわずかに塩分を含んでいること
2. 稚魚の餌となるミジンコの生育に適した粘土質であること
3. 光沢を美しくする酸化鉄を含む土壌であること
4. 年間を通じて水温の変化が小さいこと

## 流通

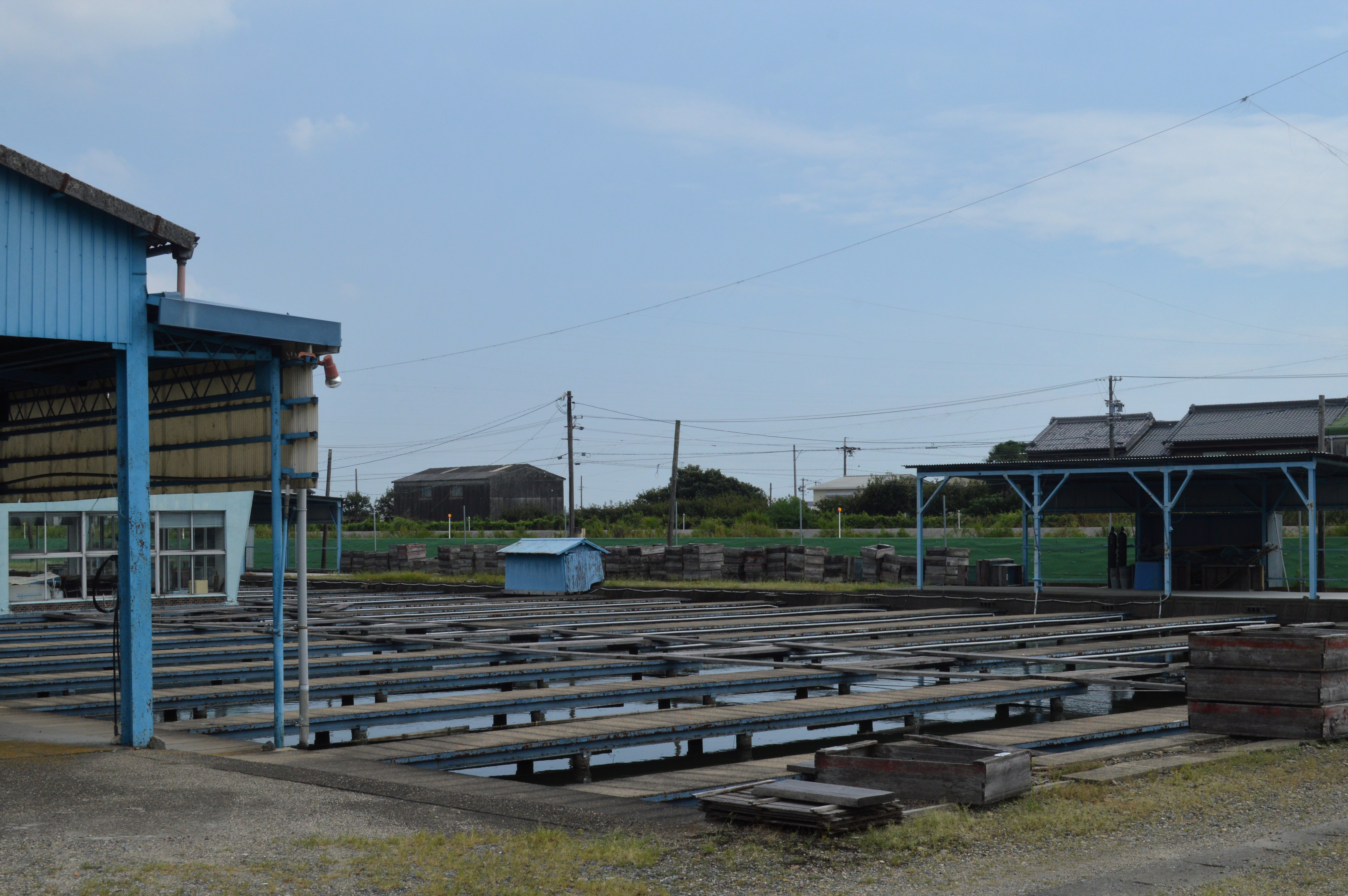
弥富金魚卸売市場

弥富金魚は3つの卸売市場を有しており、弥富金魚漁業協同組合や民間企業によって運営されている。4月後半から8月には週3回、9月から11月には週2回、12月から翌年2月には週1回、3月から4月前半には週2回のセリ市競りが行われる。
- 月曜：弥富金魚卸売市場 - 1968年（昭和43年）設立。弥富金魚漁業協同組合による共同経営。
- 水曜：東海観賞魚卸売市場 -  - 1968年（昭和43年）設立。民間企業。
- 金曜：日本金魚卸売市場 -  - 1967年（昭和42年）設立。民間企業。

## 年間行事
- 3月3日 - 金魚の日
- 4月第1週 - やとみ春まつり金魚品評会
- 4月第2週 - 日本観賞魚フェア品評会
- 10月第4週 - 金魚日本一大会品評会